# اکبرداودقشلاقی
اکبرداودقشلاقی روستایی است که در استان اردبیل، شهرستان بیله‌سوار، بخش انجیرلو، دهستان انجیرلو قرار دارد.

## جمعیت
بر اساس سرشماری سال ۱۳۸۵ جمعیت این روستا ۳۸۳ نفر با ۶۸ خانوار بوده‌است.